# Лесозаводское сельское поселение
Лесозаводское се́льское поселе́ние — упразднённое муниципальное образование в Ардатовском районе Мордовии Российской Федерации.
Административный центр — посёлок Лесозавод.

## История
Статус и границы сельского поселения установлены Законом Республики Мордовия от 28 декабря 2004 года № 115-З «Об установлении границ муниципальных образований Ардатовского муниципального района, Ардатовского муниципального района и наделении их статусом сельского поселения, городского поселения и муниципального района». 
Упразднено в 2019 году с включением населённых пунктов в Редкодубское сельское поселение.

## Население
| 2002 | 2010 | 2012 | 2013 | 2014 | 2015 | 2016 |
| ---- | ---- | ---- | ---- | ---- | ---- | ---- |
| 480  | ↘355 | ↘336 | ↘319 | ↘308 | ↘293 | ↗299 |
| 2017 | 2018 | 2019 |      |      |      |      |
| ↘292 | ↘288 | ↘280 |      |      |      |      |

## Состав сельского поселения
| № | Населённый пункт     | Тип населённого пункта | Население |
| - | -------------------- | ---------------------- | --------- |
| 1 | Калиновка-Мордовская | посёлок                | ↘4        |
| 2 | Лесозавод            | посёлок                | ↘268      |
| 3 | Михайловка           | село                   | ↘1        |
| 4 | Мокровка             | посёлок                | ↗1        |
| 5 | Сосновое             | село                   | ↘61       |
| 6 | Суподеевка           | деревня                | ↘20       |